# Huévar del Aljarafe
Huévar del Aljarafe é um município da Espanha na província de Sevilha, comunidade autónoma da Andaluzia, de área 58 km² com população de 2533 habitantes (2007) e densidade populacional de 41,74 hab/km².

## Demografia
| Variação demográfica do município entre 1991 e 2004 | Variação demográfica do município entre 1991 e 2004 | Variação demográfica do município entre 1991 e 2004 | Variação demográfica do município entre 1991 e 2004 |
| --------------------------------------------------- | --------------------------------------------------- | --------------------------------------------------- | --------------------------------------------------- |
| 1991                                                | 1996                                                | 2001                                                | 2004                                                |
| 2121                                                | 2308                                                | 2257                                                | 2412                                                |